# Awian
Avianus (V w. n.e.) – łaciński bajkopisarz, najprawdopodobniej poganin.
Jest autorem 42 bajek pisanych wierszem elegijnym. 42 zachowane bajki poprzedza dedykacja skierowana do niejakiego Teodozjusza. Być może chodzi o Makrobiusza Teodozjusza, autora Saturnaliów; być może zaś o cesarza o tym imieniu. Prawie wszystkie bajki znaleźć można w zbiorze Babriosa, który prawdopodobnie stanowił źródło inspiracji dla Awiana. Ponieważ jednak Babrios pisał po grecku, a Awian przyznaje się do korzystania z łacińskiego najprawdopodobniej prozatorskiego wzoru, wersje obu autorów różnią się od siebie. Język i metrum, jakimi posługuje się Awian, są poprawne z niewielkimi odstępstwami od klasycznych wzorców przy tworzeniu pentametrów. Bajki szybko stały się elementem podręczników, a w średniowieczu stanowiły jedną z głównych pozycji w liber catonianus, zbiorze dzieł do nauki łaciny.  W średniowiecznej Francji przekłady utworów Awiana znajdowały się w zbiorach bajek nazywanych isopet .
Utwory Awiana zachowują klasyczną budowę bajki, posiadają morały i motta (promythia i epimythia). Awianus doczekał się wielu naśladowców, jak np. Alexander Neckham i jego Novus Avianus. 

## Bajki
1. De nutrice et infanti – Niańka i dziecko
2. De testudine et aquila – Żółw i orzeł
3. De cancris – Dwa raki
4. De vento et sole – Wiatr i słońce
5. De asino pelle leonis induto – Osioł w lwiej skórze
6. De rana et vulpe – Żaba i lis
7. De cane qui noluit latrare – Pies, który nie chciał szczekać
8. De camelo – Wielbłąd
9. De duobus sociis et ursa – Podróżnicy i Niedźwiedź
10. De calvo – Łysy jeździec
11. De ollis – Dwa garnki
12. De thesauro – Skarbiec
13. De hirco et tauro – Kozioł i byk
14. De simia – Małpa
15. De grue et pavone – Żuraw i paw
16. De quercu et harundine – Dąb i źdźbło
17. De venatore et tigride – Myśliwy i tygrys
18. De quattuor iuvencis et leone – Czterej młodzieńcy i lew
19. De abiete ac dumis – Jodła i krzaczysko
20. De piscatore et pisce – Rybak i płotki
21. De luscinia – Skowronek
22. De cupido et invido – Pazerny i zawistny
23. De Baccho – Bakchus
24. De venatore et leone – Myśliwy i lew
25. De fure et parvo – Złodziej i skromny
26. De leone et capella – Lew i koza
27. De cornice et urna – Wrona i waza
28. De rustico et iuvenco – Chłop i młodzieniec
29. De viatore et fauno –  Podróżnik i satyr
30. De apro et coco – Dzik i kucharz
31. De mure et tauro – Mysz i byk
32. De pigro Tyrinthium frustra orante – Próżne prośby
33. De ansere ova aurea pariente – Gęś, która znosi złote jaja
34. De cicada et formica – Świerszcz i mrówka
35. De simiae gemellis – Dwie małpy
36. De vitulo et bove – Cielę i byk
37. De leone et cane – Lew i pies
38. De pisce et focis – Ryba i ławica
39. De milite veterano – Weteran
40. De pardo et vulpe – Pantera i lis
41. De olla cruda – Straszny gar
42. De lupo et haedo – Wilk i koziołek

## Wydania
- Emil Baehrens w zbiorze Poetae Latini Minores (1879–1883)
- Robinson Ellis, The Fables of Avianus (1887)
- The Fables of Avianus, translated by David R. Slavitt, Johns Hopkins University Press 1993